# نرینگی سمی
مفهوم مسمومیت مردسالاری در بحث‌های دانشگاهی و رسانه‌ای برای اشاره به جنبه‌هایی از مردسالاری هژمونیک به کار می‌رود که اجتماعی مخرب هستند، مانند زن‌ستیزی، همجنس‌گراهراسی و سلطه‌گری خشونت‌آمیز. این ویژگی‌ها به دلیل ترویج خشونت، از جمله تجاوز جنسی و خشونت خانگی، "مسموم" تلقی می‌شوند. گاهی اوقات اجتماعی کردن پسرها نیز خشونت را به‌طور طبیعی می‌سازد، مانند جمله "پسرها همیشه پسر می‌مانند" در مورد زورگویی و پرخاشگری.
اتکای به خود و سرکوب احساسات با افزایش مشکلات روانی در مردان مانند افسردگی، استرس بالا و اختلالات مصرف مواد مرتبط است. ویژگی‌های مسموم مردانه از ویژگی‌های کد رفتاری نانوشته میان مردان زندانی هستند، جایی که این ویژگی‌ها به‌طور جزئی به‌عنوان پاسخی به شرایط سخت زندگی در زندان وجود دارند.
ویژگی‌های مردانه سنتی دیگر مانند وفاداری به کار، افتخار به برتری در ورزش و تأمین معیشت خانواده، مسموم تلقی نمی‌شوند. این مفهوم ابتدا توسط نویسندگان مرتبط با جنبش مردان میتولوژیک، مانند شیپرد بلیس، استفاده شد. این نویسندگان مفاهیم کلیشه‌ای مردانگی را با "مردانگی واقعی" یا "عمیق" مقایسه کردند که به گفته آن‌ها مردان در جامعه مدرن از آن دور افتاده‌اند. منتقدان اصطلاح "مردانگی مسموم" استدلال می‌کنند که این اصطلاح به‌طور نادرست فرض می‌کند که مسائل مربوط به جنسیت ناشی از ویژگی‌های ذاتی مردانه است.
مفهوم مردانگی مسموم توسط نویسندگان و اندیشمندان محافظه‌کار به‌عنوان محکومیتی بی‌مورد از مردانگی سنتی مورد انتقاد قرار گرفته است. در ژانویه ۲۰۱۹، مفسران سیاسی محافظه‌کار دستورالعمل‌های جدید انجمن روانشناسی آمریکا را که درباره آسیب‌های مرتبط با "ایدئولوژی مردانگی سنتی" هشدار می‌داد، نقد کردند و استدلال کردند که این موضوع حمله به مردانگی است. برخی فمینیست‌ها استدلال کرده‌اند که این یک مفهوم ضروری‌گرایانه است که نقش انتخاب و زمینه را در ایجاد رفتارها و نگرش‌های آسیب‌زا مرتبط با مردانگی نادیده می‌گیرد.

## واژه‌شناسی

جستجوی عبارت "مردانگی مسموم" در Google Trends از سال ۲۰۱۶، همزمان با کمپین انتخابات ریاست‌جمهوری ایالات متحده، افزایش قابل توجهی پیدا کرد.

اصطلاح "مردانگی مسموم" در جنبش مردان میتولوژیک دهه‌های ۱۹۸۰ و ۱۹۹۰ مطرح شد. بعدها این اصطلاح در نوشتارهای دانشگاهی و عمومی به‌طور گسترده‌ای به کار رفت. بحث‌های رسانه‌ای از دهه ۲۰۱۰ به بعد از این اصطلاح برای اشاره به هنجارهای سنتی و کلیشه‌ای مردانگی و مرد بودن استفاده کرده‌اند. طبق گفته جامعه‌شناس مایکل فلوود، این هنجارها شامل "انتظاراتی است که از پسران و مردان دارند که باید فعال، تهاجمی، سخت، جسور و مسلط باشند."

### جنبش اسطوره‌نگاری مردانه
برخی نویسندگان مرتبط با جنبش مردان اسطوره‌نگاری به فشارهای اجتماعی که بر مردان برای داشتن خشونت، رقابت، استقلال و بی‌احساسی وارد می‌شود، به عنوان شکلی «سمی» از مردانگی اشاره کرده‌اند، در تضاد با مردانگی «واقعی» یا «عمیق» که به گفته آن‌ها مردان در جامعه مدرن از آن جدا شده‌اند.  شیپرد بلیس، پژوهشگر دانشگاهی، بازگشت به کشاورزی را به عنوان جایگزینی برای «مردانگی سمی احتمالی» از اخلاق جنگجویانه پیشنهاد کرده است. جامعه‌شناس مایکل کیمل می‌نویسد که مفهوم مردانگی سمی از دید بلیس را می‌توان به عنوان بخشی از پاسخ جنبش اسطوره‌نگاری به احساسات ناتوانی مردان در زمانی که جنبش فمینیستی در حال چالش با اقتدار مردانه سنتی بود، در نظر گرفت:
بنابراین شیپرد بلیس، به عنوان مثال، علیه آنچه که «مردانگی سمی» می‌نامد سخن می‌گوید، که به عقیده او مسئول بیشتر شرارت‌ها در جهان است و خوبی ناشناخته مردانی را اعلام می‌کند که آتش‌ها را خاموش می‌کنند، خاک را شخم می‌زنند و خانواده‌هایشان را پرورش می‌دهند.

### استفاده آکادمیک
در علوم اجتماعی، مردانگی سمی به هنجارهای فرهنگی سنتی مردانه اشاره دارد که می‌تواند برای مردان، زنان و جامعه به طور کلی مضر باشد. این مفهوم از مردانگی سمی نه مردان یا ویژگی‌های مردانه را محکوم می‌کند، بلکه اثرات مضر پیروی از برخی رفتارهای ایده‌آل مردانه سنتی مانند سلطه‌گری، خوداتکایی و رقابت را برجسته می‌سازد. مردانگی سمی بدین ترتیب با پیروی از نقش‌های جنسیتی سنتی مردانه تعریف می‌شود که به تبع آن احساساتی که پسران و مردان می‌توانند به راحتی ابراز کنند، انگ‌زده و محدود می‌شود، در حالی که احساسات دیگری مانند خشم را تقویت می‌کند. این پدیده با انتظارات اقتصادی، سیاسی و اجتماعی مشخص می‌شود که مردان باید تسلط پیدا کنند و به آن دست یابند.
در زمینه مطالعات جنسیتی، ریون کانل به شیوه‌های سمی اشاره دارد که ممکن است از آنچه که او «مردانگی هژمونیک» می‌نامد، برآید، نه ویژگی‌های اساسی. کانل استدلال می‌کند که چنین رفتارهایی، مانند خشونت جسمی، ممکن است به تقویت سلطه مردان بر زنان در جوامع غربی کمک کند. او تأکید می‌کند که این رفتارها ویژگی برجسته مردانگی هژمونیک هستند، هرچند همیشه ویژگی‌های تعریف‌کننده آن نیستند.
تِری کوپرز از موسسه رایت مردانگی سمی را به عنوان «مجموعه‌ای از ویژگی‌های مردانه واپس‌گرا که باعث تسلط، بی‌ارزش‌سازی زنان، هموفوبیا و خشونت بی‌پروا می‌شود»، توصیف می‌کند، که شامل «نیاز به رقابت و تسلط بر دیگران» است.:714 به گفته کوپرز، مردانگی سمی شامل جنبه‌هایی از مردانگی هژمونیک است که از نظر اجتماعی مخرب هستند، مانند زن‌ستیزی، هموفوبیا، طمع و تسلط خشونت‌آمیز؛ این موارد با ویژگی‌های مثبت‌تری مانند «افتخار به توانایی در پیروزی در ورزش، حفظ همبستگی با یک دوست، موفقیت در کار یا تأمین خانواده» مقایسه می‌شوند.:716 نویسنده فمینیست جان استولتنبرگ استدلال کرده که تمام مفاهیم سنتی مردانگی سمی هستند و سلطه بر زنان را تقویت می‌کنند.

## هنجارهای جنسی

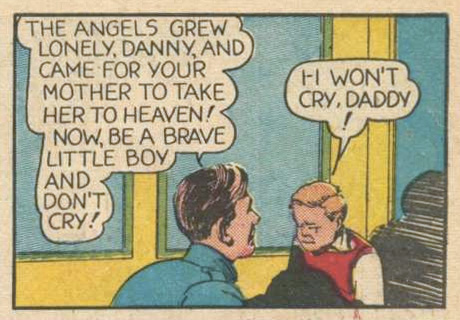
بر اساس نظریه یادگیری اجتماعی، آموزش به پسران برای سرکوب احساسات آسیب‌پذیر، همانند گفته‌ای که می‌گوید «پسرهای بزرگ گریه نمی‌کنند»، بخش مهمی از اجتماعی‌شدن جنسیتی در جامعه غربی است. [ترجمه تصویر/ پدر: «فرشته‌ها احساس تنهایی کردند، دنی، و آمدند تا مادرت را ببرند به بهشت! حالا، یک پسر شجاع باش و گریه نکن!» پسر: «من گریه نمی‌کنم، بابا!»

به گفته کوپرز، نقش‌های جنسیتی مردانه سمی یکی از ویژگی‌های زندگی مردان در زندان‌های ایالات متحده است که در رفتار هر دو گروه کارکنان و زندانیان منعکس می‌شود. ویژگی‌هایی مانند خوداتکایی افراطی، تسلط بر سایر مردان از طریق خشونت، و پرهیز از نشان دادن هرگونه ظاهر زنانگی یا ضعف، یک قانون نانوشته در میان زندانیان را تشکیل می‌دهد. سرکوب احساسات آسیب‌پذیر اغلب به عنوان راهی برای مقابله موفقیت‌آمیز با شرایط سخت زندان—که با تنبیه، انزوای اجتماعی و پرخاشگری تعریف می‌شود—اتخاذ می‌شود. این عوامل به احتمال زیاد در خودکشی میان زندانیان مرد نقش دارند.
مردانگی سمی می‌تواند به شکل زورگویی به پسران توسط همسالانشان و خشونت خانگی علیه پسران در خانه نیز ظاهر شود. اجتماعی‌شدن اغلب خشونت‌آمیز پسران باعث ایجاد تروماهای روانی از طریق ترویج پرخاشگری و نبود ارتباطات بین‌فردی می‌شود. چنین تروماهایی اغلب نادیده گرفته می‌شوند، مانند گفته‌ای که زورگویی را با جمله «پسرها همیشه پسر باقی می‌مانند» توجیه می‌کند. ترویج نقش‌های ایده‌آل مردانه که بر سختی، سلطه، خوداتکایی و محدودیت ابراز احساسات تأکید می‌کنند، می‌تواند از دوران نوزادی آغاز شود. این هنجارها توسط والدین، سایر بستگان مرد و اعضای جامعه منتقل می‌شوند. بازنمایی‌های رسانه‌ای از مردانگی در وب‌سایت‌هایی مانند یوتیوب نیز اغلب نقش‌های جنسیتی کلیشه‌ای مشابهی را ترویج می‌کنند.
به گفته رونالد اف. لوانت و دیگران، رفتارهای مردانه‌ای که به طور سنتی تجویز می‌شوند می‌توانند آثار مضری از جمله خشونت (از جمله تجاوز جنسی و خشونت خانگی)، روابط جنسی بی‌پروا، رفتارهای پرخطر و/یا غیرمسئولانه اجتماعی مانند اختلالات مصرف مواد، و اختلال در روابط ایجاد کنند.

## اثرات بر سلامتی
انجمن روانشناسی آمریکا (APA) استدلال می‌کند که «ایدئولوژی مردانگی سنتی» با اثرات منفی بر سلامت روانی و جسمی مرتبط است. مردانی که به هنجارهای فرهنگی مردانه سنتی مانند ریسک‌پذیری، خشونت، سلطه‌جویی، اولویت کار، نیاز به کنترل عاطفی، تمایل به پیروزی و جستجوی موقعیت اجتماعی پایبند هستند، بیشتر در معرض مشکلات روان‌شناختی مانند افسردگی، استرس، مشکلات تصویری از بدن، مصرف مواد و عملکرد اجتماعی ضعیف قرار می‌گیرند. این اثر در مردانی که همچنین بر هنجارهای «سمی» مردانگی مانند خوداتکایی، جستجوی قدرت بر زنان و بی‌بندوباری جنسی تأکید می‌کنند، قوی‌تر است. دستورالعمل‌های APA توسط انجمن روانشناسی بریتانیا در یک گزارش عملی ۲۰۲۲ درباره مداخله روان‌شناختی برای مردان مورد انتقاد قرار گرفت، که استدلال می‌کرد مفهوم مردانگی سمی ممکن است به رابطه درمانی آسیب بزند، مردان را از جستجوی درمان بازدارد و به تشخیص نادرست تروما منجر شود.: 4 
در ایالات متحده، ارزش اجتماعی خوداتکایی طی دو دهه نخست قرن بیست‌ویکم کاهش یافته است، زیرا جامعه به سمت وابستگی متقابل حرکت کرده است. هم خوداتکایی و هم سرکوب بیان عاطفی می‌توانند به زیان سلامت روانی عمل کنند، زیرا احتمال جستجوی کمک روان‌شناختی توسط مردان یا توانایی آن‌ها برای مواجهه با احساسات دشوار را کاهش می‌دهند. تحقیقات مقدماتی نشان می‌دهد که فشار فرهنگی برای مرد بودن قوی و خوداتکا ممکن است طول عمر مردان را نیز کوتاه کند، زیرا آن‌ها را کمتر مایل به بحث درباره مشکلات سلامتی‌شان با پزشکان می‌کند.
مردانگی سمی همچنین در مشکلات بهداشت عمومی ایجادشده توسط جامعه دخیل است، مانند نرخ بالاتر الکلیسم و برخی انواع سرطان در میان مردان، یا نقش رفتارهای جنسی «شکار افتخاری» در نرخ انتقال HIV و سایر عفونت‌های مقاربتی.
فرانک پیتمن روان‌پزشک درباره آسیب‌های مردان از هنجارهای سنتی مردانه نوشته است، و پیشنهاد می‌دهد که این آسیب‌ها شامل عمر کوتاه‌تر، بروز بیشتر مرگ‌های خشونت‌آمیز، و بیماری‌هایی مانند سرطان ریه و سیروز کبدی می‌شود.

## نقد
برخی محافظه‌کاران و همچنین بسیاری در جریان راست افراطی، مردانگی سمی را مفهومی نامنسجم می‌دانند یا معتقدند چیزی به نام مردانگی سمی وجود ندارد. در ژانویه ۲۰۱۹، مفسران سیاسی محافظه‌کار دستورالعمل‌های جدید انجمن روانشناسی آمریکا را که درباره آسیب‌های مرتبط با «ایدئولوژی مردانگی سنتی» هشدار می‌داد، مورد انتقاد قرار دادند و استدلال کردند که این دستورالعمل‌ها حمله‌ای به مردانگی است. جرد اسکیلینگز، مدیر اجرایی بخش حرفه‌ای APA، در پاسخ به انتقادات محافظه‌کاران اظهار داشت که بحث گزارش درباره مردانگی سنتی مربوط به «ویژگی‌های منفی مانند خشونت، رقابت‌طلبی افراطی یا ناتوانی در پذیرش ضعف» است و یادآور شد که گزارش همچنین به ویژگی‌های مثبتی که به طور سنتی با مردانگی مرتبط هستند، مانند «شجاعت، رهبری و حفاظت» اشاره کرده است.